# Rallye Griechenland 1973
Die 21. Rallye Griechenland, auch Akropolis Rallye genannt, war der sechste Lauf zur Rallye-Weltmeisterschaft 1973. Sie fand vom 23. bis zum 27. Mai in der Region von Athen statt.

## Klassifikationen

### Endergebnis
| Rang | Fahrer              | Co-Pilot                  | Auto                      | Zeit (Std./Min./Sek.) | Rückstand Sieger (Std./Min./Sek.) Rückstand V (Std./Min./Sek.) |
| ---- | ------------------- | ------------------------- | ------------------------- | --------------------- | -------------------------------------------------------------- |
| 1    | Jean-Luc Thérier    | Christian Delferier       | Alpine-Renault A110 1600S | 07:37:58              | 0:00:00                                                        |
| 2    | Rauno Aaltonen      | Robin Turvey              | Fiat 124 Abarth Rallye    | 07:44:59              | 0:07:01                                                        |
| 3    | Jean-Pierre Nicolas | Michel Vial               | Alpine-Renault A110 1800S | 07:45:56              | 0:07:58 0:00:57                                                |
| 4    | Håkan Lindberg      | Arne Hertz                | Fiat 124 Abarth Rallye    | 07:57:21              | 0:19:23 0:11:25                                                |
| 5    | Georg Fischer       | Hans Siebert              | Volkswagen Käfer 1303S    | 08:34:57              | 0:56:59 0:37:36                                                |
| 6    | Richard Bochnicek   | Sepp-Dieter Kernmayer     | Citroën DS23              | 08:40:14              | 1:02:16 0:05:17                                                |
| 7    | Chris Sclater       | Bob Jong                  | Ford Escort RS 1600 MKI   | 08:43:36              | 1:05:38 0:03:22                                                |
| 8    | Helmut Doppelreiter | Oswald Schurek            | Volkswagen Käfer 1303S    | 09:40:01              | 2:02:03 0:56:25                                                |
| 9    | Ioánnis Psichas     | Andreas Papatriantafillou | Toyota Corolla            | 09:43:47              | 2:05:49 0:03:46                                                |
| 10   | Ioánnis Bardopoulos | Theodoros Karelas         | Audi 80GL                 | 10:16:59              | 2:39:01 0:33:12                                                |

Insgesamt wurden 11 Fahrzeuge klassiert.

### Herstellerwertung
| Pos. | Team           | Punkte |
| ---- | -------------- | ------ |
| 1    | Alpine Renault | 92     |
| 2    | Fiat           | 43     |
| 3    | Citroën        | 33     |
| 4    | Datsun         | 22     |
| 5    | Saab           | 20     |

Die Fahrer-Weltmeisterschaft wurde erst ab 1979 ausgeschrieben.